# Continental O-300
El Continental O-300 y el C145 son una familia de motores de seis cilindros opuestos, enfriado por aire, construidos por Continental Motors Company.
Comenzó a producirse en 1947, y algunas de sus versiones seguían fabricándose en 2004. Fue producido bajo licencia en el Reino Unido por Rolls-Royce en la década de 1960.

## Desarrollo

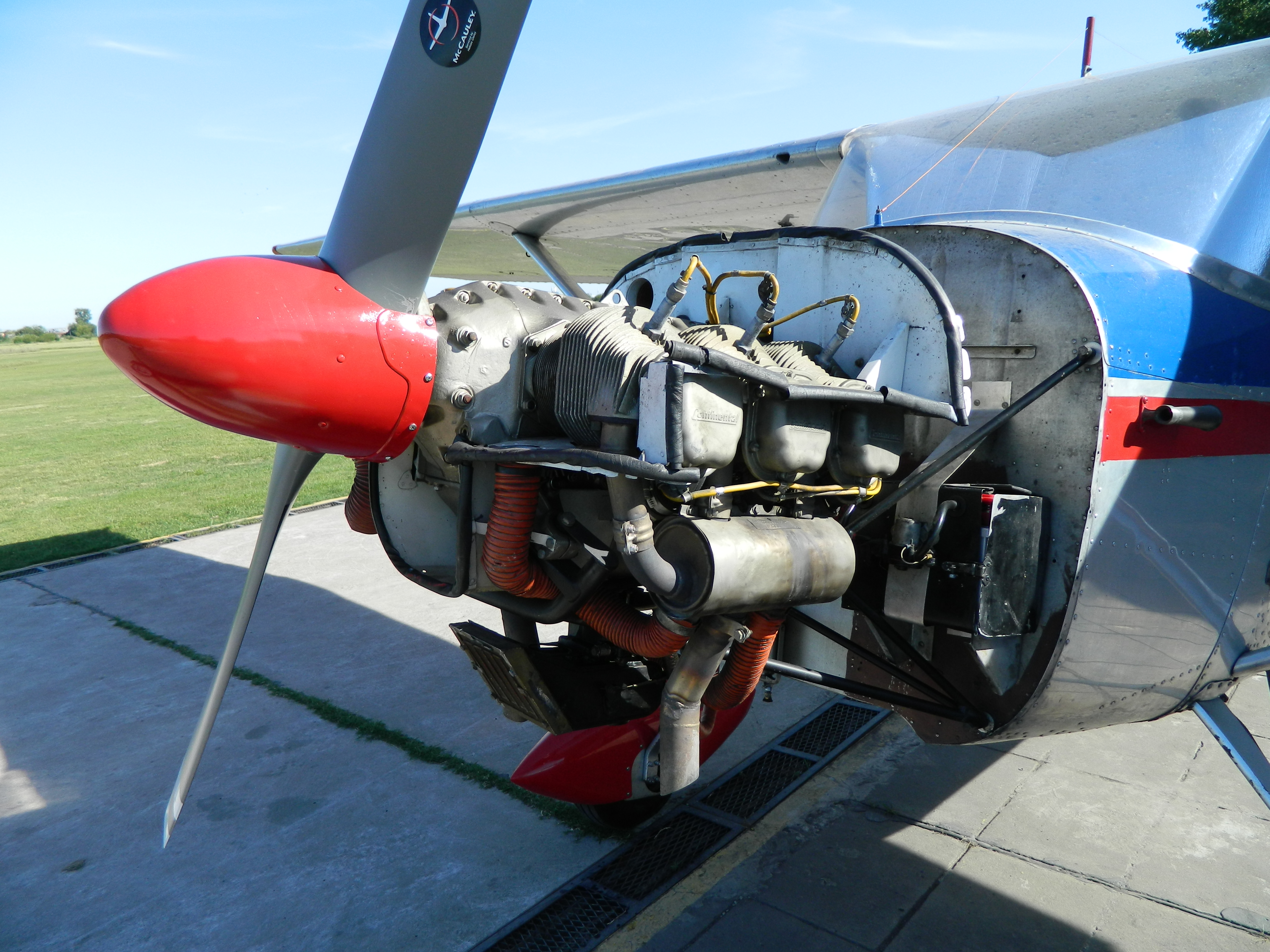
Motor Continental O-300-A en un Cessna 170

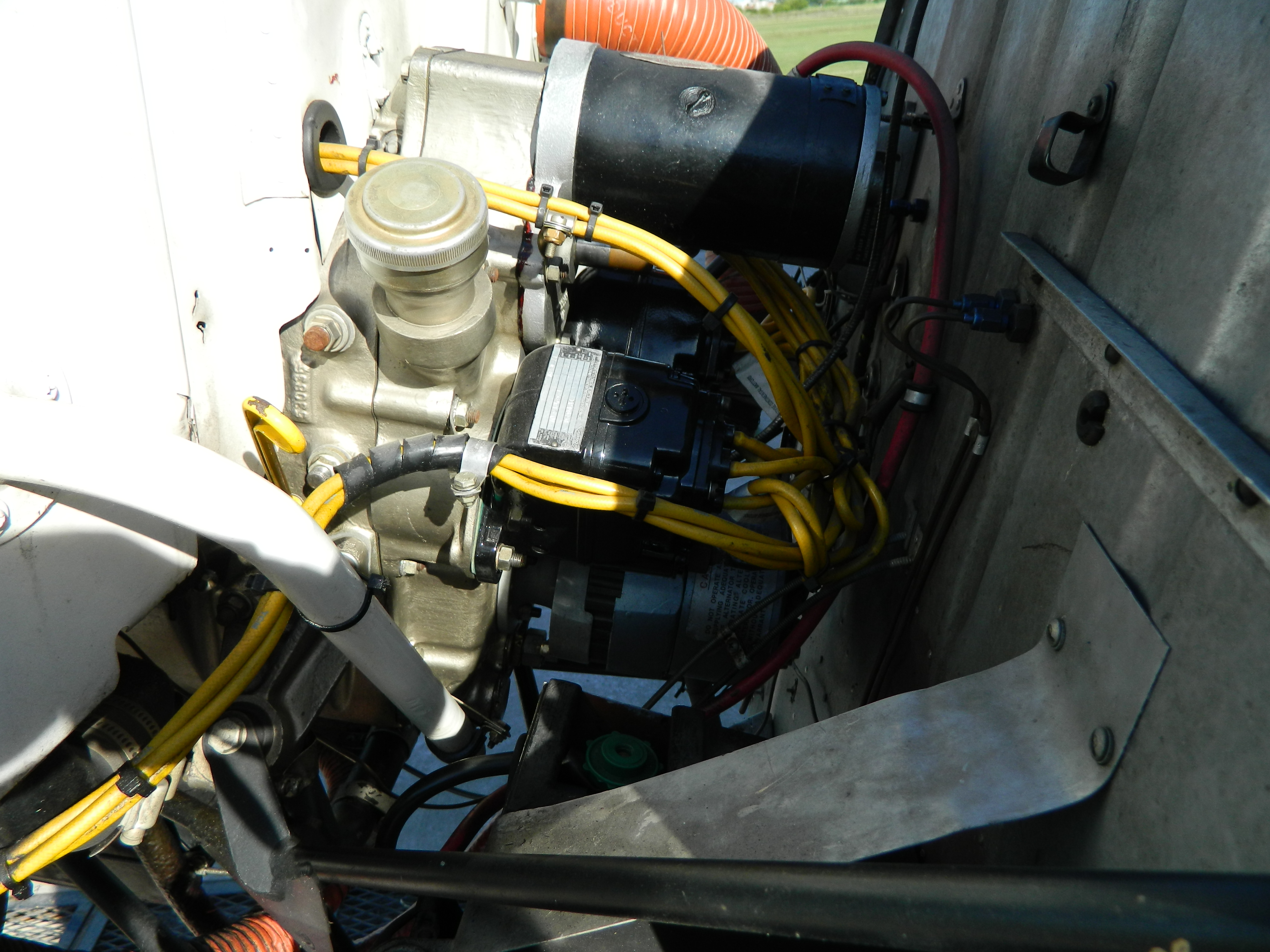
Vista trasera del motor Continental O-300-A. Pueden verse los magnetos, el motor de arranque y el generador

El C145 fue un desarrollo del motor C125 de 93 kW (125 hp). Ambos motores comparten el mismo cárter, pero el C145 desarrolla 15 kW (20 hp) más de potencia al tener el pistón una carrera más larga, una mayor relación de compresión de 7,0:1 y un carburador diferente.
El O-300 es un C145 modernizado y conserva el mismo peso, dimensiones, diámetro y carrera del cilindro, relación de compresión, cilindrada y potencia.

### GO-300
El GO-300 emplea una caja reductora, por lo que el motor gira a 3200 rpm y la hélice lo hace a 2400. El GO-300 produce 175 HP (130 kW) mientras que el O-300 desarrolla 145 HP (108 kW).
El motor GO-300 tiene un TBO (Time Between Overhaul, tiempo entre recorridas generales) de solo 1200 horas, mientras que 1800 horas es el tiempo estándar para el motor O-300 sin caja reductora. El motor GO-300 también sufre de problemas de confiabilidad debido a que los pilotos manejan mal el motor, además de usarlo a un régimen demasiado bajo. Esto ocasionó que el Cessna Skylark se haga una pobre reputación para la fiabilidad del motor. Muchos Skylarks que vuelan hoy en día han sido adaptados con diversos motores de mayor cilindrada pero sin caja reductora.

## Variantes
C145
Seis cilindros, 145 HP (108 kW), transmisión directa.
C145-2
O-300
C145 modernizado, 145 HP (108 kW), transmisión directa.
O-300-A

O-300-B

O-300-C

O-300-D

O-300-E
Producción limitada para el Beagle B.218X que nunca entró en producción[cita requerida]
GO-300
Geared O-300, 175 HP (130 kW) a 3200 rpm en el cigüeñal, 2400 rpm en la hélice.
GO-300-A

GO-300-C

GO-300-D

Voyager 300
Enfriado por líquido con inyección de combustible, desarrollando 170 HP (127 kW) a 2700 rpm.
Rolls-Royce-Continental O-300
Producción bajo licencia en el Reino Unido.

## Aplicaciones

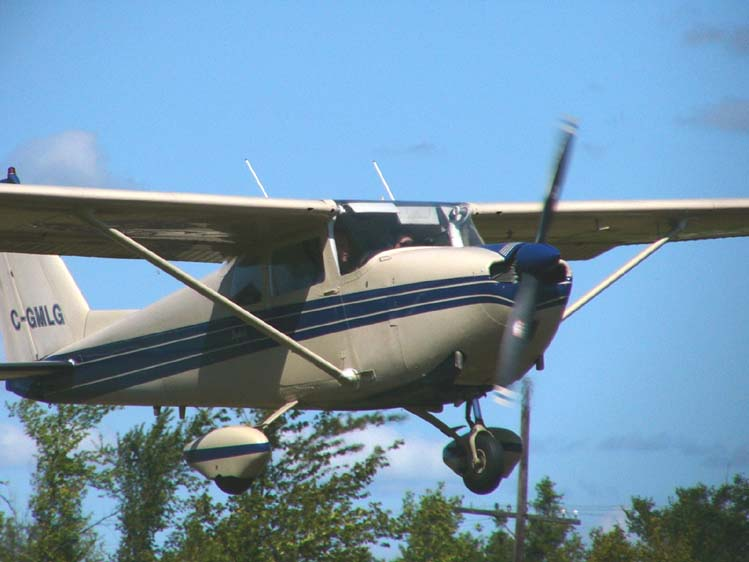
Cessna 175 mostrando la protuberancia de la cubierta del motor, detrás del cubo de la hélice, creada por la caja reductora del GO-300

### O-300
- Aeronca Sedan
- Baumann Brigadier
- Cessna 160 - destinado al modelo de producción.[3]
- Cessna 170
- Cessna 172 y T-41 Mescalero
- Maule M-4
- Meyers MAC-145
- Taylorcraft 15
- Temco TE-1A
- Globe Swift

### GO-300
- Cessna 175
- Goodyear GZ-19 y GZ-19A

### Voyager 300
- Alexeev Strizh

## Especificaciones (O-300)
Referencia: Engines for Homebuilt Aircraft & Ultralights
- Tipo: motor bóxer aeronáutico de 6 cilindros, enfriado por aire.
- Cilindros:
  - Diámetro: 103,2 mm
  - Carrera: 98,4 mm
- Cilindrada: 4.940 cm³
- Largo: 1010 mm
- Ancho: 800 mm
- Alto: 590 mm)
- Peso: 121,5 kg en seco, sin motor de arranque ni generador
- Potencia: 108 kW (145 hp) a 2.700 rpm
- Compresión: 7,0:1
- Potencia/cilindrada: 29,3 hp/l (26,5 kW/l)
- Potencia/peso: 1,19 54 hp/kg (0,89 kW/kg)